# Schöneberg (Asbach)
Schöneberg ist ein Ortsteil der Ortsgemeinde Asbach im Landkreis Neuwied im nördlichen Rheinland-Pfalz. Der Ort ist überwiegend landwirtschaftlich geprägt.

## Geographie
Das Dorf liegt im Niederwesterwald östlich des Hauptortes Asbach auf einer Anhöhe über dem Krumbach- und dem Mehrbachtal. Schöneberg ist über die Landesstraße 272 mit dem Hauptort und mit Flammersfeld sowie über die Kreisstraße 70 mit den Asbacher Ortsteilen Heide, Altenburg und mit Reeg an der Wied verbunden.

## Geschichte
Der älteste bekannte Hof im Ort war ein kurkölnischer Hof, der 1418 erstmals urkundlich erwähnt wurde. Der Ort gehörte landesherrlich zum Kurfürstentum Köln und zum Amt Altenwied und war namensgebend für die „Honnschaft Schöneberg“. Nach einer 1660 vom Kölner Kurfürsten und Erzbischof Maximilian Heinrich angeordneten Bestandsaufnahme hatte Schöneberg 15 Höfe und war das größte Dorf der Pfarrei Ehrenstein. Eine besondere Rolle spielten die „Nachbarschaften“ genannten Bezirke, in denen die Einwohner zu gegenseitiger Hilfe verpflichtet waren. Das Oberdorf mit dem sogenannten „Bungertshof“ hatte Nachbarschaft nach Ütgenbach zu leisten, das Mitteldorf nach Schützacker, Entschladen und Heide, das Unterdorf nach Diefenau. Der heute nicht mehr bestehende Hof Schützacker lag zwischen Schöneberg und Heide und hatte den Namen von dem dort ansässigen „Schützen mit Rohr“, einer Amtsperson mit Polizeibefugnis.
Die Herrschaft Kurkölns in der Region endete 1803 nach über 500 Jahren mit dem Reichsdeputationshauptschluss. Das kurkölnische Gebiet in dieser Region wurde zunächst dem Fürstentum Wied-Runkel zugeordnet und kam 1806 aufgrund der Rheinbundakte zum Herzogtum Nassau. Die Honnschaft Schöneberg unterstand anschließend der Verwaltung des nassauischen Amtes Altenwied. Nach den auf dem Wiener Kongress geschlossenen Verträgen wurde das Gebiet 1815 an das Königreich Preußen abgetreten.
Schöneberg wurde eine Gemeinde im damals neu gebildeten Kreis Neuwied im Regierungsbezirk Koblenz und wurde zunächst von der Bürgermeisterei Neustadt und ab 1823 von der Bürgermeisterei Asbach verwaltet. Nach einer Volkszählung aus dem Jahr 1885 hatte die Gemeinde Schöneberg mit seinen Ortsteilen 1.300 Einwohner, die in 393 Wohngebäuden und in 24 Wohnplätzen lebten. Zur Gemeinde gehörten die Orte Altenburg, Altenhofen, Diefenau, Dinspel, Ehrenstein, Heide, Hinterplag, Kalscheid, Kaltehöhe, Krankel, Krumscheid, Niedermühlen, Oberplag, Parscheid (teilweise), Reeg, Straßen, Thelenberg, Wilsberg, die Mühlen Dasbacher Mühle, Kapaunsmühle, Krumbachsmühle und Thelenberger Mühle sowie das Marnettshäuschen.
Nachdem 1854 auf Initiative von Raiffeisen die Straße von Flammersfeld nach Asbach gebaut wurde, entwickelte sich Schöneberg zu einem Straßendorf. 1874 erhielt Schöneberg eine eigene Schule, die in den 1960er Jahren aufgelöst wurde. 1931 hatte Schöneberg eine eigene Poststelle der Klasse II im Bezirk des Postamts Asbach erhalten, die ab 1966 von der Landpoststelle des Postamts Linz versorgt wurde.
Schöneberg mit seinen Ortsteilen war bis zum 16. März 1974 eine eigenständige Gemeinde und hatte zuletzt 1.662 Einwohner. Aus ihr und den gleichzeitig aufgelösten Gemeinden Asbach (1.106 Einwohner) und Limbach (1.105 Einwohner) sowie einem Teil der Gemeinde Elsaff (1.022 Einwohner, Asbacher Anteil) wurde am 16. März 1974 die Ortsgemeinde Asbach neu gebildet. 1987 zählte Schöneberg 304 Einwohner.

## Gemeindebürgermeister
Die Gemeindebürgermeister seit 1946 waren:
- 1946–1948 Heinrich Jüngling, Hinterplag
- 1948–1974 Franz Wingen, Krankel

## Sehenswürdigkeiten
Südwestlich von Schöneberg steht im Wald die dem St. Florinus geweihte katholische Kapelle Ütgenbach. Die Kapelle stammt aus dem 12. Jahrhundert.

## Vereine
- Der Bläserchor Schöneberg wurde 1899 gegründet
- Der Verkehrs- und Verschönerungsverein Schöneberg war auch außerhalb des Ortes aktiv wurde allerdings 2015 aufgelöst.